# Algol (astronomia)
Algol (AFI: /ˈalɡol/ o /alˈɡɔl/; β Per / β Persei) è un sistema stellare nella costellazione di Perseo, distante 93 anni luce dal sistema solare. È la più conosciuta binaria a eclisse, la prima di questo tipo ad essere scoperta, ed è anche una delle prime (non-novae) stelle variabili scoperte in assoluto.
Algol è una delle poche stelle visibili ad occhio nudo a mostrare una spiccata variabilità: è il prototipo delle variabili Algol ed è in realtà una stella tripla, dove la stella principale, Algol A, viene regolarmente eclissata dalla più debole compagna, Algol B. La sua magnitudine apparente, normalmente di 2,12, scende a 3,39 ogni 2 giorni, 20 ore e 49 minuti per un periodo di 10 ore, che equivale alla durata dell'eclisse parziale. L'eclisse secondaria, che avviene quando è la principale a transitare davanti alla secondaria, può essere rilevata solo fotoelettricamente.
A 2,69 au ruota, attorno al comune centro di massa e in un periodo di 680 giorni, Algol C, una stella bianca di sequenza principale avente una massa di 1,7 M⊙.

## Storia delle osservazioni
L'associazione di Algol a un demone (Ghul nella tradizione araba), dovuta probabilmente al suo comportamento, suggerisce che la variabilità della stella fosse conosciuta anche prima del XVII secolo, anche se non esiste nessuna prova certa a proposito.
La variabilità di Algol fu registrata per la prima volta nel 1670 da Geminiano Montanari, ma la periodicità delle sue variazioni di luminosità fu riconosciuta solo dopo oltre un secolo dall'astronomo dilettante John Goodricke. Nel maggio 1783 Goodricke presentò le sue scoperte alla Royal Society, suggerendo che la variabilità era causata da un corpo scuro che passava davanti alla stella. Per la sua relazione su Algol gli fu conferita successivamente la Medaglia Copley.
Nel 1881, l'astronomo Edward Charles Pickering, allora direttore del Harvard College Observatory, presentò la prova inconfutabile che i periodici affievolimenti di luce erano dovuti ad eclissi. Ciò fu confermato nel 1889 da Vogel e soci, i quali osservarono che nello spettro di Algol le linee che caratterizzano tutti gli spettri stellari apparivano spostarsi alternativamente ora verso il violetto ora verso il rosso, con il medesimo periodo delle variazioni luminose.
All'inizio del XX secolo, con le prime osservazione fotometriche, alcune difficoltà a spiegare le caratteristiche spettrali di Algol suggerirono la presenza di una terza stella nel sistema, ipotesi che venne confermata qualche decennio più tardi.

## Osservazione
Algol la si trova all'estremità del braccio più occidentale della "Y" rovesciata che identifica la costellazione di Perseo e, alla sua massima luminosità, è la seconda stella più brillante della stessa costellazione.
Caratterizzata da una declinazione fortemente settentrionale, la sua osservazione è più facile dalle regioni dell'emisfero boreale terrestre, dove si mostra molto alta sull'orizzonte nelle sere dell'autunno e dell'inizio dell'inverno, ossia quando Perseo raggiunge il punto più alto sull'orizzonte. Dall'emisfero australe l'osservazione risulta un po' penalizzata e, data la sua declinazione di 40° N, risulta invisibile più a sud della latitudine 50° S.
Il periodo migliore per la sua osservazione cade nei mesi che vanno da settembre a marzo. Nell'emisfero nord è visibile anche per un periodo maggiore, grazie alla declinazione boreale della stella, che diventa circumpolare più a nord della latitudine 50° N.

## Moti spaziali e ambiente galattico
Algol ha una velocità radiale positiva che indica che si sta allontanando dal sistema solare, ma 7,4 milioni di anni fa passò a soli 9,4 anni luce dal Sole; a quel tempo la sua magnitudine apparente era di −2,9, ben più luminosa di Sirio, la stella attualmente più brillante del cielo notturno. Dato che la massa totale del sistema è di circa 5,8 masse solari, al massimo avvicinamento Algol potrebbe aver perturbato la nube di Oort e aver causato un aumento del numero di comete che entrano nella parte interna del sistema solare interno. Tuttavia, l'aumento effettivo delle collisioni cometarie si pensa sia stato relativamente basso.
La stella più vicina ad Algol è una nana arancione situata a 1,3 anni luce, che dal sistema di Algol brillerebbe di magnitudine 0,55, rendendola la settima stella più brillante per un ipotetico osservatore situato su un pianeta del sistema, dopo Canopo, Rigel, Aldebaran, Betelgeuse, Elnath e Kappa Persei. Altre diverse nane rosse e arancioni si trovano a meno di 13 a.l. da Algol, l'unica eccezione è la stella binaria bianco-gialla 12 Persei, che a 13 a.l. da Algol brillerebbe di prima magnitudine.

## Caratteristiche fisiche

Simulazione al computer della rotazione delle componenti A e B attorno al comune centro di massa.

Le osservazioni e gli studi su Algol in passato portarono un problema alla teoria dell'evoluzione stellare, chiamato paradosso di Algol: secondo questa teoria, le stelle più massive si evolvono più velocemente; tuttavia in questo sistema binario la stella meno massiccia è una stella subgigante, più evoluta della stella con maggior massa, che si trova ancora nella sequenza principale. Il paradosso è stato risolto con la scoperta del trasferimento di massa, un meccanismo in cui due stelle vicine possono scambiarsi materiale: quando la stella originariamente più grande riempì il proprio lobo di Roche, parte della sua massa passò alla stella più piccola, finché questa non divenne maggiore della compagna (in alcune binarie simili ad Algol, il trasferimento di massa può essere osservato direttamente).
In questo caso dunque la stella in origine di massa maggiore è Algol B, che ai nostri giorni è rimasta con una massa di 0,8 M⊙, mentre Algol A ha attualmente una massa di circa 3,6 masse solari, ma ha un diametro inferiore rispetto alla gigante arancione, la quale dista solamente 0,062 au da Algol A. La principale ha una velocità di rotazione di circa 65 km/s e un'età probabilmente inferiore ai 300 milioni d anni

Il sistema di Algol AB visto dall'interferometro CHARA, in una sequenza di 55 immagini nella banda del vicino infrarosso

Il sistema manifesta anche una certa variabilità nell'emissione di raggi X e radioonde; nel primo caso si pensa che la causa sia l'interazione dei campi magnetici con il trasferimento di massa delle due componenti vicine, mentre le onde radio potrebbero essere create da cicli magnetici tipo quelli che formano le macchie solari. Poiché questi campi magnetici sono fino a dieci volte più intensi di quelli del Sole, questi brillamenti radio sono molto più intensi e persistenti.
Algol C, la componente più distante, è una stella bianca di sequenza principale di classe A5 V, 4 volte più luminosa del Sole e avente un raggio 1,7 volte superiore. Il satellite Hipparcos ha misurato una distanza di Algol C dalla coppia principale pari a 0,0946 secondi d'arco equivalenti, alla distanza in cui si trova il sistema dalla Terra, a 2,69 UA. Il periodo orbitale della terza componente attorno alla coppia A-B è di 680,17 giorni.
| Componenti | Semiasse maggiore | Eccentricità | Periodo         | Inclinazione |
| ---------- | ----------------- | ------------ | --------------- | ------------ |
| A—B        | 0,062 UA          | 0,00         | 2,867315 giorni | 97,69°       |
| (AB)—C     | 2,69 UA           | 0,225        | 680,17 giorni   | 83,98°       |

## Abitabilità

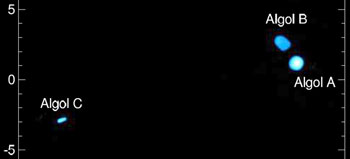
Il sistema di Algol come si presentava il 12 agosto 2009. L'immagine non è una rappresentazione artistica, ma è piuttosto una vera immagine bidimensionale con una risoluzione di 0,5 mas nel vicino infrarosso, ricostruita dai dati dell'interferometro CHARA. L'aspetto allungato di Algol B e Algol A sono reali. La forma di Algol C, tuttavia, è un artefatto.

Un eventuale pianeta per trovarsi nella zona abitabile dovrebbe trovarsi ad almeno 14 UA dal sistema AB-C, paragonabile ad una distanza compresa tra le orbite di Saturno e Urano nel sistema solare. A quella distanza il pianeta orbiterebbe in più di 27 anni. Comunque data la giovane età di Algol un pianeta sarebbe abitato solo da forme di vita semplici e sarebbe sotto costante bombardamento meteoritico e cometario come la Terra lo era nel suo primo miliardo di anni di vita.

## Etimologia e significato culturale
Il nome Algol deriva dall'arabo رأس الغول ra's al-ghūl, che significa testa del ghul e il nome "Demon Star" in inglese deriva dalla sommaria traduzione del termine "Diavolo".
Nel folklore ebraico, Algol era conosciuta come 'Rōsh ha Sāṭān o "Testa di Satana", come testimoniato da Edmund Chilmead che la chiamò "testa del demonio" o Rosch hassatan, ed era anche legata alla figura di "Lilith", la prima leggendaria moglie di Adamo. Nel XVI secolo Algol era chiamata nei testi latini Caput Larvae o "la testa dello spettro", e Ipparco e Plinio ne fecero una costellazione separata, nominandola la Testa della medusa.
In cinese 大陵 (Dà Líng), il Mausoleo, è un asterismo di cui Algol faceva parte insieme a 9 Persei, τ Persei, ι Persei, κ Persei, ρ Persei, 16 Persei e 12 Persei. Di conseguenza, Algol era conosciuta come 大陵五 (Dà Líng wu), la quinta stella del Mausoleo.

### Algol nella finzione
- Algol viene anche menzionata dallo scrittore H.P. Lovecraft come stella-demonio (Demon Star in inglese), in approssimativa somiglianza col nome assegnatole dagli astronomi arabi che la denominarono appunto al-Ghūl. Ghūl è un jinn vicino-orientale, dal cui nome sono derivati i ghoul della lingua britannica, ed è indicata da Lovecraft quale dimora di un Dio Esterno[25].
- Nel manga e anime Saint Seiya uno dei personaggi minori è Argor (forse traslitterazione in Algol in giapponese), il Silver Saint della costellazione di Perseo. Il suo colpo segreto si chiama Las Algool Golgonio (in arabo Testa del Demone Gorgone).
- Tra i nemici più noti di Batman c'è un uomo chiamato Ra's al Ghul, ovvero "Testa del Demone"; di origini apparentemente arabiche, costui ha vissuto per oltre 6 secoli ringiovanendo grazie ad una misteriosa sorgente detta "Pozzo di Lazzaro"; usa spesso una spada, di solito dalla forma simile ad una scimitarra, si comporta seguendo usi mediorientali.
- In Soulcalibur IV il boss finale si chiama Algol.
- In Il Demone di Dio di Wayne Barlowe, Algol è la stella che brilla nell'inferno.
- Nell'anime Mondaiji-tachi ga isekai kara kuru sō desu yo? compare Algol come demone controllato dal leader dell'associazione Perseus.